# Corinna mourai
Corinna mourai är en spindelart som beskrevs av Alexandre B. Bonaldo 2000. Corinna mourai ingår i släktet Corinna och familjen flinkspindlar. Inga underarter finns listade i Catalogue of Life.